# Sebekhotep II
Sejemra Jutauy, o Sebekhotep II Ugaf, fue un faraón de la dinastía XIII, que reinó de c. 1723 a 1719 a. C.
Posiblemente fue hijo de Sebekhotep I (Sebekhotep Jaanjra). 
Su nombre de trono fue Sejem-Ra Ju-tauy, "Ra es maravilloso, el que protege las Dos Tierras".
Existió cierta controversia entre egiptólogos sobre la posición de este rey en la 13.ª dinastía. El nombre del Trono Sejemra Jutauy aparece en el Canon Real de Turín como el décimo noveno faraón de la dinastía, y fue confundido con Sejemra Jutauy; sin embargo, los nilómetros y su aparición en un papiro encontrado en El Lahun indican una fecha de principios de la dinastía XIII. En la lista de Turín figura como Jutauyra. 

## Testimonios de su época
Se conocen varios monumentos, incluyendo una estatua, varios nilómetros en Nubia y obras de construcción en Medamud y Luxor. Los nilómetros proporcionan la fecha de un año cuatro, lo que demuestra que reinó más de tres años. 
Varios datos del faraón están registrados en dos papiros:
- El papiro de Brooklyn 35.1446
- El papiro Boulaq 18, un documento administrativo del palacio tebano de su época, nombra a la "esposa del rey" Ay, al chaty Anju y a otros funcionarios.

Se conocen también otros objetos inscritos con su nombre, mostrando su actividad constructora:
- Hizo erigir construcciones en Deir el-Bahari, en los templos de Mentuhotep II.
- Varios bloques pétreos encontrados en Tebas, Gebelein y Kerma.
- Su nombre se ha encontrado en un bloque de piedra en una capilla o altar en Abidos.
- También aparece en una columna en Karnak.
- Se ha encontrado una estatua del faraón que actualmente se encuentra en el Museo Británico.

D. Franke asigna a Sebekhotep una pirámide localizada al sudeste de la pirámide de Jendyer, en Saqqara Sur. 
- En Medamud hay inscripciones sobre su fiesta Sed. Dado que este festival se celebraba tras un largo reinado, parece que ser algo simbólico.
- En la estela Wurzburg H. 35 se menciona a su esposa Ay, junto con su familia no real y Anju, pero no se le menciona a él.

## Descubrimiento de su tumba
El equipo arqueológico de la Universidad de Pensilvania descubrió el 6 de enero de 2014 la tumba del faraón en Abidos, a unos 500 kilómetros al sur de El Cairo.
Los arqueólogos descubrieron en a principios de 2013 el imponente sarcófago del soberano, que pesa más de 600 toneladas, sin embargo, el equipo de arqueólogos pudo determinar que se trataba de la tumba de Sebekhotep II en enero de 2014, tras descubrir una inscripción con su nombre, en la que se lo representaba en un trono. Junto al sarcófago, los investigadores también encontraron aun los vasos canopes, que tradicionalmente se utilizaban para preservar los órganos del faraón en su viaje a la otra vida, así como algunas joyas pequeñas.

## Titulatura
| Titulatura | Jeroglífico | Transliteración (transcripción) - traducción - (referencias) |

| G5 |

| G5 |

| Y5 · n | Aa1 | U22 | HASH |

| Y5 · n | Aa1 | U22 | HASH |

| Y5 · n | Aa1 | U22 | HASH |

| Y5 · n | Aa1 | U22 | HASH |

| G5 |

| G5 |

| Y5 · n | Aa1 | U22 | HASH |

| Y5 · n | Aa1 | U22 | HASH |

| Y5 · n | Aa1 | U22 | HASH |

| Y5 · n | Aa1 | U22 | HASH |

| G16 |

| G16 |

|  |

| G16 |

| G16 |

|  |

| G8 |

| G8 |

| S34 | Z3 | R8 |

| S34 | Z3 | R8 |

| G8 |

| G8 |

| S34 | Z3 | R8 |

| S34 | Z3 | R8 |

| N5 | S42 | D43 | N17 · N17 |

| N5 | S42 | D43 | N17 · N17 |

| N5 | S42 | D43 | N17 · N17 |

| N5 | S42 | D43 | N17 · N17 |

| N5 | S42 | D43 | N17 · N17 |

| N5 | S42 | D43 | N17 · N17 |

| N5 | S42 | D43 | N17 · N17 |

| N5 | S42 | D43 | N17 · N17 |

| N5 | S42 | D43 | N17 · N17 |

| N5 | S42 | D43 | N17 · N17 |

| N5 | S42 | D43 | N17 · N17 |

| N5 | S42 | D43 | N17 · N17 |

| N5 | S42 | D43 | N17 · N17 |

| N5 | S42 | D43 | N17 · N17 |

| N5 | S42 | D43 | N17 · N17 |

| N5 | S42 | D43 | N17 · N17 |

| M17 | Y5 · n | G17 | F4 · t | I4 | R4 · t · p |

| M17 | Y5 · n | G17 | F4 · t | I4 | R4 · t · p |

| M17 | Y5 · n | G17 | F4 · t | I4 | R4 · t · p |

| M17 | Y5 · n | G17 | F4 · t | I4 | R4 · t · p |

| M17 | Y5 · n | G17 | F4 · t | I4 | R4 · t · p |

| M17 | Y5 · n | G17 | F4 · t | I4 | R4 · t · p |

| M17 | Y5 · n | G17 | F4 · t | I4 | R4 · t · p |

| M17 | Y5 · n | G17 | F4 · t | I4 | R4 · t · p |

| M17 | Y5 · n | G17 | F4 · t | I4 | R4 · t · p |

| M17 | Y5 · n | G17 | F4 · t | I4 | R4 · t · p |

| M17 | Y5 · n | G17 | F4 · t | I4 | R4 · t · p |

| M17 | Y5 · n | G17 | F4 · t | I4 | R4 · t · p |

| M17 | Y5 · n | G17 | F4 · t | I4 | R4 · t · p |

| M17 | Y5 · n | G17 | F4 · t | I4 | R4 · t · p |

| M17 | Y5 · n | G17 | F4 · t | I4 | R4 · t · p |

| M17 | Y5 · n | G17 | F4 · t | I4 | R4 · t · p |

## Nota aclaratoria
Esta página trata de Sejemra Jutauy Amenemhat Sebekhotep
- La aparente simplicidad al denominar a los faraones con un solo nombre, más su número ordinal (por ejemplo: Sebekhotep II), lleva a la paradoja de no saber de quien se trata, pues hubo varios Sebekhotep y los historiadores, egiptólogos y arqueólogos no se ponen de acuerdo en muchas ocasiones. Esto ocurre con otros faraones, como varios Ptolomeos, Pepis, etc.
- En otros textos se le denomina Sobekhotep I, III, IV, V... X.[7]